# Социјалистичка радничка партија Југославије (комуниста)
Социјалистичка радничка партија Југославије (комуниста) (СРПЈ(к); словен. Socialistična delavska partija (komunistov), мкд. Социјалистичка работничка партија (комунисти)), основана је на Конгресу уједињења у Београду, 20-23. априла 1919. године. Суделовало је 432 делегата са свих подручја новостворене Краљевине Срба, Хрвата и Словенаца. На другом конгресу, у Вуковару 20-25. јуна 1920, партија мења име у Комунистичка партија Југославије (КПЈ).

## Раскол социјалдемократа и комуниста
На Конгресу уједињења суделовали су представници разних група. Најбројнији су били чланови левих крила предратних социјалдемократских странака из Србије, Хрватске, Босне и Словеније, који су прихватили бољшевичко опредељење за заоштравање класне борбе против буржоазије и за револуционарно рушење капиталистичког поретка. Отцепили су се од компромисне линије унутар тих странака, која је прихватала политику реформи уместо револуције, те сарадње и компромиса са буржоазијом уместо класне борбе. Тај расцеп на револуционарне комунисте и реформистичке социјалдемократе (комунисти су их погрдно називали „опортунистима") догађао се тада у свим радничким странкама у Европи.
Однос према националном питању био је један од узрока расцепа. Стављајући јединство радничке класе изнад националних подела, »Комунисти су поздрављали стварање Краљевине СХС као револуционаран чин, супротстављајући се савим видовима националистичких „психоза“, племенских сепаратизама и обнављања националних сукоба.« (Петрановић, стр. 104) Већина чланова Социјалдемократске странке Хрватске и Славоније изјаснила се за суделовање на Конгресу уједињења, као и већина социјалдемократских група у Далмацији.
Уз леве социјалдемократе, на Конгресу су суделовали и представници Југословенске комунистичке групе Руске комунистичке партије, основане јуна 1918. Она је била састављена од аустроугарских ратних заробљеника, који су након Октобарске револуције ослобођени и придружили се комунистима. (Јосип Броз Тито, такође бивши заробљеник, у то доба је боравио у далеком Омску.) Такође су на Конгресу суделовали представници анархистичких група, група националистичке омладине и других малих група.

## Револуционарни програм и веза са Комунистичком интернационалом
Конгрес уједињења прокламирао је опредељење »за непомирљиву класну борбу пролетаријата, с крајњим циљем да се уништи капитализам и оствари комунистичко друштво« (Петрановић, стр. 105). Није међутим било јасног плана за непосредно деловање у конкретној ситуацији. Запостављено је национално и сељачко питање.
Партија је приступила Трећој интернационали (Комунистичка интернационала, Коминтерна), која је образована у Москви у марту 1919. СРПЈ(к) је тиме постала секција централизоване међународне организације са седиштем у Москви, која је себе сматрала светским штабом комунистичке револуције. Коминтерна је имала овлашћења да одређује стратегију и тактику деловања, издаје смернице и директиве, поставља руководства, потврђује мандате, распушта поједине организације. У првим годинама деловања та овлашћења нису долазила до изражаја толико снажно до изражаја као касније, када Москва остварује потпуну контролу.
Непосредно након оснивачког конгреса СРПЈ(к), 23. априла, у Београду је одржан и Конгрес синдикалног уједињења. У октобру 1919. у Загребу је основан Савез комунистичке омладине Југославије (СКОЈ).
Убрзо након оснивања, СРПЈ(к) је показала своју снагу организацијом генералног штрајка против суделовања југословенске војске у интервенцији против совјетских револуција у Русији и Мађарској, 20-21. јула 1919. Акција је била успешна и југословенска влада је морала одустати од своје намере. (У Вараждину долази и до побуне војника, који заједно са сељацима преузимају власт у граду; Влада је морала да пошаље свеже трупе, које су тек након оштре борбе скршиле отпор.) То даје крила партији, чије чланство нагло расте и оснивају се локалне организације широм земље. Средином 1920. партија је имала преко 65.000 чланова, а Уједињени синдикати 208.000.

## Велики изборни успеси
На општинским изборима који су у марту 1920. спроведени у Хрватској, Славонији и Далмацији изабрано је 490 комунистичких одборника. Освајају већину гласова и апсолутну већину мандата у Загребу, Осијеку, Вуковару, Крижевцима, Вировитици, Цриквеници, Чаковцу, Валпову итд. У Загребу је комуниста Светозар Делић изабран за градоначелника. Међутим је бан, којег је поставила београдска Влада, поништио изборе и поставио градског комесара, оправдавајући то тужбом за велеиздају која је била подигнута против Делића. Делић је ипак сазвао седницу, али полиција ју је разјурила.
Комунисти су одлично прошли и на изборима у Црној Гори, нарочито Подгорици. На општинском изборима у Србији, Македонији и на Косову, у августу 1920, комунисти су победили у 37 општина, међу њима у Београду, Нишу и Скопљу. У многим случајевима власти су, као и у Загребу, онемогућиле изабране комунистичке одборнике и градоначелнике да преузму дужност; тако је било и у Београду (Филип Филиповић).

## Радикали и центрумаши
У априлу 1920. избија штрајк железничара, у којем из солидарности суделују и други синдикати, тако да прети да прерасте у генерални штрајк. Власти су разбиле штрајк милитаризацијом железница и увођењем преких судова. О томе у биографији Јосипа Броза Тита пише Владимир Дедијер: »Руководство СРПЈ(к) није знало искористити повољан развој односа снага из 1919. године. Буржоазија је почела да консолидује своје позиције и прелази у противнапад. Док су 1919. године сви штрајкови завршавали успехом, године 1920. започела је неуспјехом и првим поразом. (…) Руководство СРПЈ(к) држало се скроз опортунистички. Секретар извршног одбора Сима Марковић (…) бацио је у штрајку паролу: „Не дајмо се провоцирати!"« (Дедијер, стр. 83-84)
Ширење чланства и успеси у легалној изборној борби довели су до обнављања раскола о стратегији и тактици политичке борбе. „Опортунисти“ које Дедијер спомиње били су реформисти, који настављају социјалдемократску и делом и анархистичку критику револуционарног комунизма. Унутар партије, они су названи "центрумаши". Они су се, охрабрени изборним успесима, залагали за одбацивање револуционарног насиља (барем као непосредне методе, што сматрају неразумном авантуром), наставак политичке борбе легалним парламентарним средствима те рад у синдикатима, на пропаганди и образовању. Сматрали су да нема услова за револуцију, те да је и сама Октобарска револуција, у којој комунисти виде почетак нове епохе, била неразуман чин.
Центрумаши су тумачили да бољшевизам није у складу са истинским марксизмом: судбина светске социјалистичке револуције не зависи од победе социјализма у заосталој Русији, него од развијених друштава западне Европе, првенствено Велике Британије. Бољшевистичка револуција води само до деспотског, диктаторског, антидемократског режима, који радницима не може донети никакво добро. У томе они понављају критике које су на начин револуционарног крила у радничком покрету истицали „реформисти“ у западној Европи, особито тзв. аустромарксисти.

## Промена имена у КПЈ. Прелазак у илегалу
На Другом конгресу СРПЈ(к) у Вуковару, 20-25. јуна 1920, победила је радикална струја. Усвојен је Програм, који одлучно прокламује револуционарну оријентацију за рушење капитализма, диктатуру пролетаријата и совјетску републику. Партија мења име у Комунистичка партија Југославије (КПЈ). Партија је строго централизована укидањем дотадашњих покрајинских већа. Део центрумашких делегата, посебно из Хрватске, напустио је Конгрес. Други су, нарочито из Србије и Босне, наставили да делују унутар партије, објављујући септембра 1920. Манифест опозиције КПЈ. У децембру 1920. они су искључени из партије.
30. децембра 1920. донесена је Обзнана којом је рад КПЈ забрањен. Један део чланова наставиће рад у илегали.
Центрумаши из Србије и Босне и немачке социјалистичке групе из Баната основали су марта 1921. Социјалистичку радничку партију Југославије (СРПЈ).